# Cuando la camelia florece
Cuando la camelia florece (en hangul, 동백꽃 필 무렵; romanización revisada, Dongbaekggoch Pil Muryeob) también conocida como When the Camellia Blooms, es una serie surcoreana dirigida por Cha Yeong-hoon y protagonizada por Gong Hyo-jin, Kang Ha-neul, Kim Ji-seok, Ji Yi-soo y Oh Jung-se. Se transmitió desde el 18 de septiembre hasta el 21 de noviembre de 2019 a través de KBS2.  

## Sinopsis
Dong Baek es una madre soltera que se muda a Onsang junto a su pequeño hijo, donde abre su propio bar llamado Camellia. Se enfrenta diariamente a los malos comentarios y prejuicios del vecindario, pero su vida cambia después de conocer a un policía que le mostrará lo afortunada que es y el lado positivo de las cosas. Ambos se verán involucrados en desenmascarar a un asesino en serie que está detrás de Dongbaek desde su llegada al barrio seis años atrás.

## Elenco

### Principal
- Gong Hyo-jin como Dong Baek[1]
- Kang Ha-neul como Hwang Yong-sik[1]
- Kim Ji-seok como Kang Jong-ryul[2]
- Ji Yi-soo como Jessica / Park Sang-mi
- Oh Jung-se como No Kyu-tae
- Yeom Hye-ran como Hong Ja-young
- Son Dam-bi como Choi Hyang-mi / Choi Go-eun[3]
- Kim Kang-hoon como Kang Pil-gu
  - Jung Ga-ram como Pil-gu (de adulto)
- Go Doo-shim como Deok Soon
- Lee Jung-eun como Jo Jung-sook, la madre de Dong Baek.
- Jeon Bae-soo como Byun Bae-soo.[4]

### Recurrente

#### Calleja de los cangrejos marinados
- Kim Sun-young como Park Chan-sook
- Kim Dong-hyeon como Song Jin-bae
- Kim Mi-hwa como Kim Jae-yeong
- Lee Seon-hee como Jeong Gwi-ryeon
- Han Ye-joo como Jo Ae-jeong
- Lee Sang-yi como Yang Seung-yeop
- Kim Mo-ah como Yang Seung-hee
- Baek Hyeon-joo como Oh Ji-hyeon
- Lee Joong-yeol como Han Tae-hee
- Jin Yong-wook como Choi Jong-rok
- Lee Kyu-sung como Park Heung-sik.[5]
- Carson Allen como Helena

#### Policía de Ongsan
- Lee Jae-woo como Kwon Oh-joon
- Park Yeon-woo como Park Seong-min

### Otros personajes
- Jung Ji-hwan como el detective Oh Byeong-heon (Ep. 32-33, 35, 37-38)
- Hwang Young-hee como Lee Hwa-ja.
- Jeon Guk-hyang como Hong Eun-sil.
- Kim Geon como Song Joon-gi.
- Baek Eun-hye como Sung-hee.[6]
- Yoon Seong-woo como Soo-bong.
- Seo Jang-hyeon como Dae-seong.
- Jang Ye-rim como un empleado del restaurante.
- Jeong Eun-jeong como una mesera.
- Park Bo-eun como un miembro del personal.
- Kyeong Gi-hyeon como un miembro del personal.
- Kim Han-na como Hye-in.
- Kang Tae-woong como Número 7.
- Kwon Eun-seong como Hye-hoon.
- Jeon Eun-mi como co-miembro.
- Hong Seo-joon como Jeong Chan-geol.
- Kim Gi-cheon como Park Man-seop.

### Apariciones especiales
- Lee Jin-hee como Geum-ok (ep. 1).[7]
- Choi Dae-chul como Hwang Kyu-sik, el hermano mayor de Yong-sik (ep. 26)
- In Gyo-jin como Hwang Doo-sik, el segundo hermano de Yong-sik (ep. 26)
- Jung Ga-ram como Pil-gu de adulto (ep. 36, 40).
- Woo Jung-won como Young Deok-soon.[8]

## Episodios
Conformada por 20 episodios, se transmitió a través de KBS2 todos los miércoles y jueves a las 22:00 (KST) a partir del 18 de septiembre de 2019.

## Premios y nominaciones
| Año  | Premio                                                     | Categoría                                      | Trabajo                     | Resultado |
| ---- | ---------------------------------------------------------- | ---------------------------------------------- | --------------------------- | --------- |
| 2020 | 7th APAN Star Award                                        | Top Excellence Award, Actor in a Miniseries    | Kang Ha-neul                | Ganó      |
| 2020 | 7th APAN Star Award                                        | Grand Prize (Daesang)                          | Gong Hyo-jin                | Nominada  |
| 2020 | 7th APAN Star Award                                        | Best Supporting Actor                          | In Gyo-jin                  | Nominado  |
| 2020 | 7th APAN Star Award                                        | Best Supporting Actress                        | Lee Jung-eun                | Nominada  |
| 2020 | 7th APAN Star Award                                        | Best Supporting Actress                        | Yeom Hye-ran                | Nominada  |
| 2020 | 7th APAN Star Award                                        | Best Supporting Actress                        | Son Dam-bi                  | Nominada  |
| 2020 | 7th APAN Star Award                                        | Popular Star Award, Actor                      | Kang Ha-neul                | Nominado  |
| 2020 | 7th APAN Star Award                                        | Popular Star Award, Actress                    | Gong Hyo-jin                | Nominada  |
| 2020 | 7th APAN Star Award                                        | Best Director                                  | Cha Young-hoon              | Ganó      |
| 2020 | 7th APAN Star Award                                        | When The Camellia Blooms                       | "When the Camellia Blooms"  | Nominado  |
| 2020 | 2nd Asia Contents Awards Busan International Film Festival | Best Actor                                     | Kang Ha-neul                | Nominado  |
| 2020 | 2nd Asia Contents Awards Busan International Film Festival | Best Asian Drama                               | "When the Camellia Blooms"  | Ganó      |
| 2020 | 56th Baeksang Arts Award                                   | Best Actor                                     | Kang Ha-neul                | Ganó      |
| 2020 | 56th Baeksang Arts Award                                   | Best Actress                                   | Gong Hyo-jin                | Nominada  |
| 2020 | 56th Baeksang Arts Award                                   | Best Supporting Actor                          | Oh Jung-se                  | Ganó      |
| 2020 | 56th Baeksang Arts Award                                   | Best Supporting Actress                        | Son Dam-bi                  | Nominada  |
| 2020 | 56th Baeksang Arts Award                                   | Best Supporting Actress                        | Yeom Hye-ran                | Nominada  |
| 2020 | 56th Baeksang Arts Award                                   | Best New Actor                                 | Kim Kang-hoon               | Nominado  |
| 2020 | 56th Baeksang Arts Award                                   | Daesang (Grand Prize)                          | When the Camellia Blooms    | Ganó      |
| 2020 | 56th Baeksang Arts Award                                   | Best Drama                                     | When the Camellia Blooms    | Nominado  |
| 2020 | 56th Baeksang Arts Award                                   | Best Director                                  | Cha Yeong-hoon              | Nominado  |
| 2020 | 56th Baeksang Arts Award                                   | Best Screenplay                                | Lim Sang-choon              | Ganó      |
| 2019 | KBS Drama Award                                            | Daesang (Grand Prize)                          | Gong Hyo-jin                | Ganó      |
| 2019 | KBS Drama Award                                            | Excellence Award for Mid-Length Drama (Female) | Lee Jung-eun                | Ganó      |
| 2019 | KBS Drama Award                                            | Excellence Award for Mid-Length Drama (Male)   | Kim Ji-seok                 | Ganó      |
| 2019 | KBS Drama Award                                            | Best Supporting Actress in Mid-Length Drama    | Yeom Hye-ran                | Ganó      |
| 2019 | KBS Drama Award                                            | Best Supporting Actor in Mid-Length Drama      | Oh Jung-se                  | Ganó      |
| 2019 | KBS Drama Award                                            | Best New Actress                               | Son Dam-bi                  | Ganó      |
| 2019 | KBS Drama Award                                            | Best Child Actor                               | Kim Kang-hoon               | Ganó      |
| 2019 | KBS Drama Award                                            | Best Couple Award                              | Oh Jung-se y Yeom Hye-ran   | Ganaron   |
| 2019 | KBS Drama Award                                            | Best Couple Award                              | Kang Ha-neul y Gong Hyo-jin | Ganaron   |
| 2019 | KBS Drama Award                                            | Best Writer                                    | Im Sang-choon               | Ganó      |